# Gateway (netwerk)
Het woord gateway heeft twee betekenissen:
- Netwerkpunt:
Een gateway is een netwerkpunt dat dienstdoet als "toegang" tot een ander netwerk. De gateway is dan een netwerkconfiguratie-eigenschap die aangeeft welk netwerkadres de computer mag gebruiken als hij naar een bestemming moet die niet op het lokale netwerk gelegen is. Een gateway wordt daarom vaak geassocieerd met een router omdat hij wijst naar de router die uiteindelijk verbonden is met buiten. Per fysieke netwerkkaart zijn er één of meer gatewayadressen in te stellen.
- Apparaat:
Een gateway is ook een apparaat dat zorgt voor de vertaling en daarmee ook voor de verbinding van twee incompatibele netwerken, bijvoorbeeld ATM en Token Ring-netwerken. Op het internet of in een bedrijfsnetwerk verzorgt een gateway daarmee de verbinding met andere netwerken. Het verschil met onder andere een bridge is dat een gateway een heel wat geavanceerder apparaat is. Terwijl een bridge slechts op OSI laag 2 (datalink) werkt, kan een gateway voor de complete vertaling op alle lagen zorgen: van het fysieke medium (bijvoorbeeld koperdraad naar glasvezel) tot aan de toepassingslaag (bijvoorbeeld XMPP naar HTTP) aan toe. Zowel een bridge als een gateway kunnen bijvoorbeeld twee incompatibele datalinkstandaarden (bijvoorbeeld Ethernet en Token Ring) met een niet-routeerbaar netwerkprotocol (bijvoorbeeld NetBEUI) aan elkaar koppelen. Een gateway kan echter bijvoorbeeld ook een IPX/SPX-netwerk aan een TCP/IP- of AppleTalk-netwerk koppelen door middel van protocol converting, adrestranslatie en datatranslatie. Een bridge of router kan dit niet.